# Oscar von Nolte

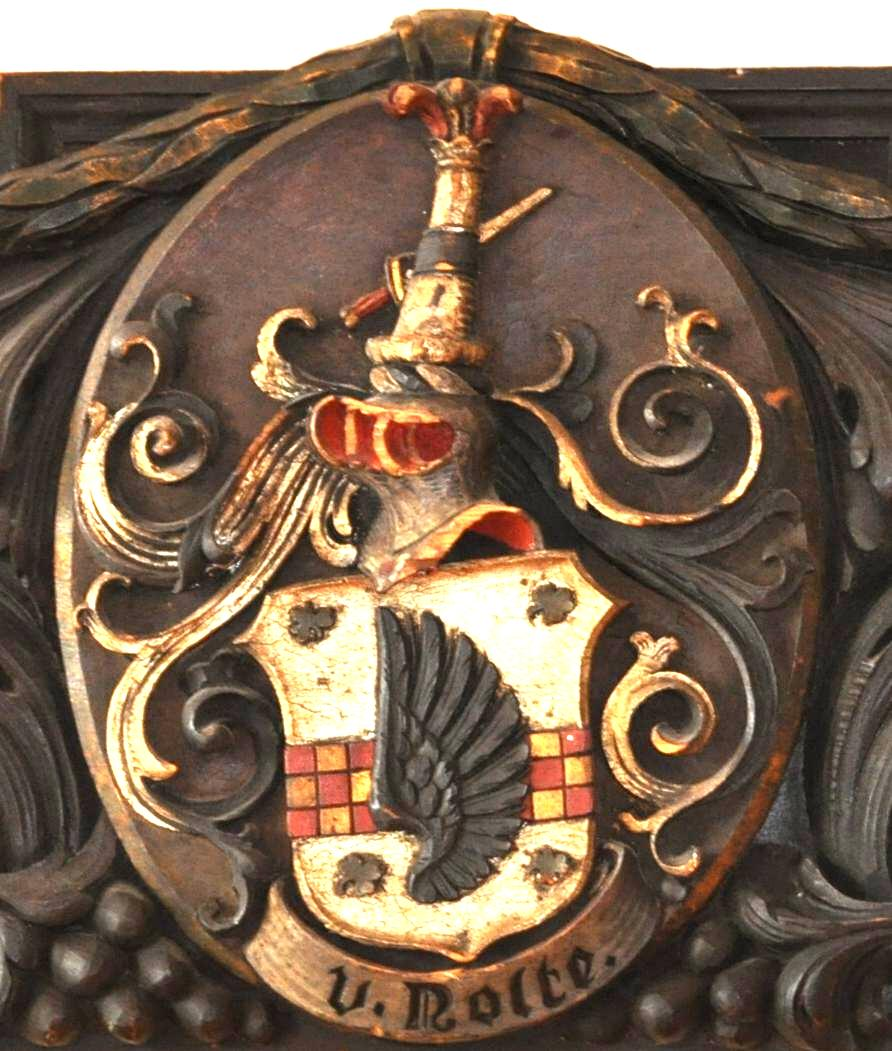
Wappen der Familie von Nolte

Oscar Julius Leopold von Nolte (* 1. August 1835 in Scharanowitz; † 2. April 1913 in Neustrelitz) war ein preußischer Offizier und Gutsherr in Pommern.

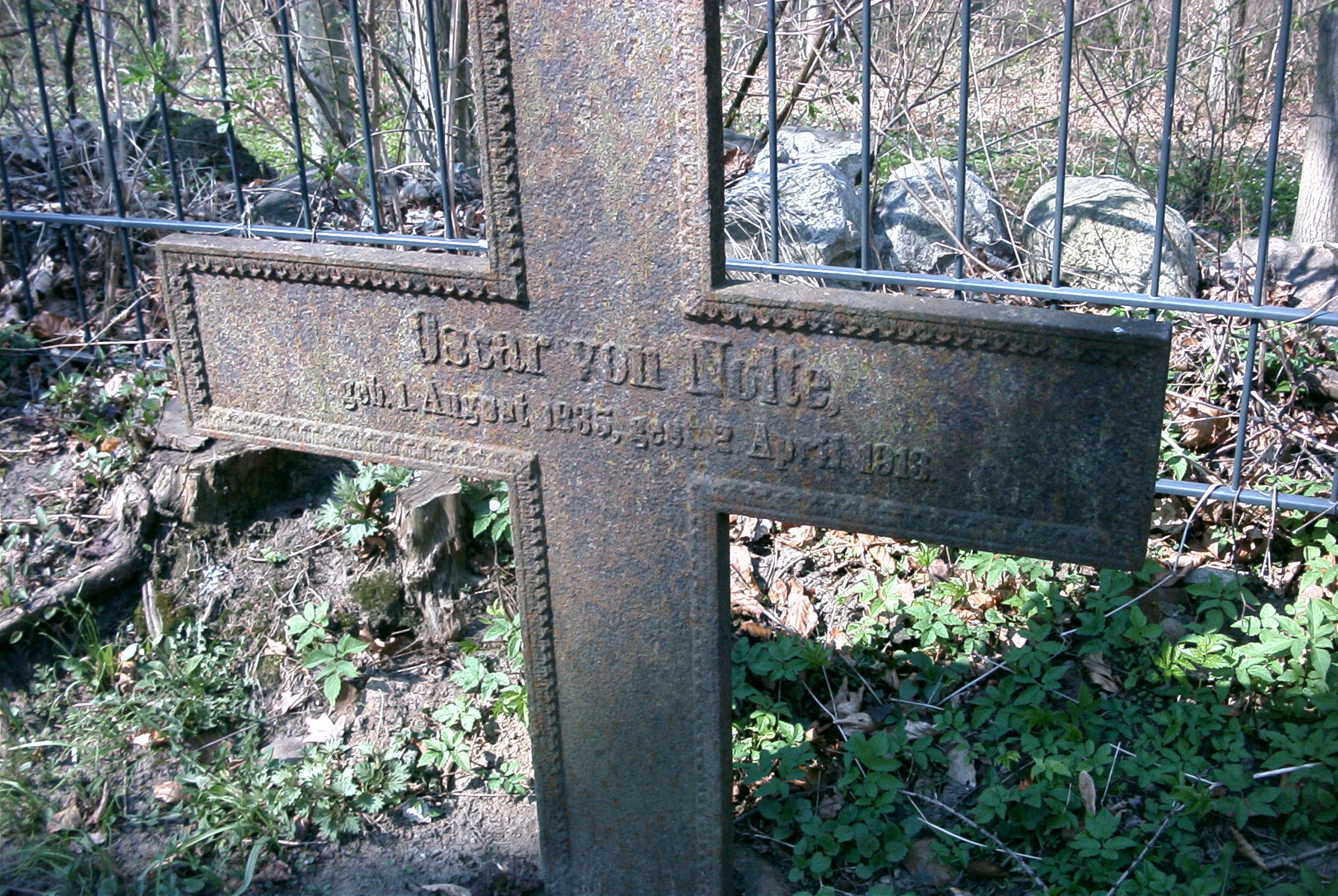
Grabkreuz von Oscar von Nolte in Vargatz

## Biografie
Von Nolte war der Sohn von Julius Ludwig Theodor von Nolte (1804–1876) und dessen Ehefrau Auguste Leopoldine Friederike, geborene von Schmiedeberg (1815–1868). Seit 1872 war er mit Julie Karoline Wilhelmine Marie von Behr (1849–1918) verheiratet, mit der er einen Sohn Johannes Ludwig Friedrich Felix von Nolte (1877–1959) hatte. Durch die Hochzeit wurde er Gutsherr auf Vargatz bei Gützkow im Kreis Greifswald, das abgetrennt wurde von dem Behrschen Gut Schmoldow, das ihre Schwester Anna Julie Mathilde Helene Carola Charlotta (1865–1896) bekam, die 1885 den späteren General der Kavallerie Friedrich von Rauch (1855–1935) heiratete.
Nolte besuchte das Gymnasium zu St. Maria Magdalena in Breslau.
Nolte war zunächst Portepeefähnrich im Garde-Schützen-Bataillon. Als Sekondeleutnant kam er 1856 in das Garde-Jäger-Bataillon und wurde 1857 in das Rheinische Jäger-Bataillon Nr. 8 versetzt. Er wurde 1872 als Hauptmann im Lauenburgischen Jäger-Bataillon Nr. 9 bezeichnet und ebenfalls um 1872 Lehrer an der Kriegsschule Anklam. Anschließend folgte eine Verwendung als Kompaniechef im 6. Badischen Infanterie-Regiment Nr. 114, bis Nolte am 20. September 1876 unter Stellung à la suite dieses Regiments als Major zum Direktor der Kriegsschule Metz ernannt wurde. 1879 erhielt er den Kronenorden III. Klasse. Nolte wurde 1880 unter Entbindung von seiner Stellung als Kommandeur des II. Bataillons in das Hessische Füsilier-Regiment Nr. 80 in Homburg vor der Höhe versetzt. 1882, zum Oberstleutnant befördert, nahm Nolte 1883 seinen Abschied.
1883 lebte er zeitweise in Bensheim in Hessen. Um 1900 lebte er in Dessau. Danach war er ständig in Vargatz anwesend.  1904 erhielt er noch den Charakter als Oberst. Nolte war Ehrenritter des Johanniterordens.

## Wappen
Das holzgeschnitzte Wappen stammt aus dem Kreishaus des Landkreises Greifswald, er war Mitglied dieses Kreistages. Die Wappen entstanden wahrscheinlich um 1880. Im Sitzungssaal des Kreishauses war ein Wappenfries angebracht mit den Wappen der 24 Gutsherren der Gutsbezirke und der 3 Städte.